# Joseph Roumanille
Joseph Roumanille (Saint-Rémy-de-Provence, 8 de agosto de 1818 — Avinhão, 24 de maio de 1891) foi um poeta francês, um dos criadores do movimento conhecido como Félibrige, de salvação da língua occitana e da cultura provençal.

## Biografia
Joseph Roumanille era filho de Jean-Denis Roumanille e Pierrette Piquet. Ele estudou no colégio próximo (escola secundária) de Tarascon (Bouches-du-Rhône) de 1834. Depois de trabalhar como clerc de notaire na mesma cidade de 1836 a 1839, Roumanille publicou seus primeiros versos no Écho du Rhône. Em seguida, trabalhou como professor em Nyons (Drôme) e, posteriormente, no Colégio Dupuy em Avignon. Quando Roumanille era professor em Avignon, ele descobriu o gênio de Frédéric Mistral, um de seus alunos, e juntos começaram o que mais tarde se tornou o movimento Félibrean.
Casou-se com Rose-Anaïs Gras, irmã do poeta e romancista provençal Félix Gras.
Em 1888, Roumanille sucedeu a Frédéric Mistral para se tornar o 2º Capoulie do Félibrige, uma associação dedicada à língua provençal e à literatura provençal. Ele morreu em Avignon na manhã de 24 de maio de 1891. Seu funeral foi realizado em 26 de maio em Avignon e ele foi sepultado em Saint-Rémy-de-Provence, na mesma sepultura de seus pais.

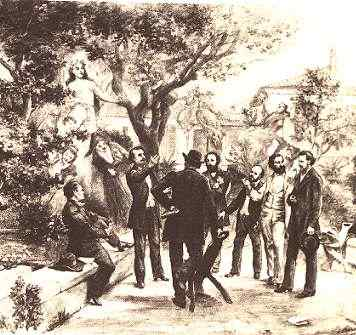
Encontro dos Félibrige em 1854: Frédéric Mistral, Joseph Roumanille, Théodore Aubanel, Jean Brunet, Paul Giéra, Anselme Mathieu, Alphonse Tavan

## Trabalhos
Em 1847, Roumanille publicou um volume de versos chamado Li Marbarideto e em 1851 outro intitulado Li Sounjarello. Em 1852, junto com Mistral e Anselme Mathieu, ele editou uma coleção de versos provençais chamada Li Prouvençalo. Em 1853, ele escreveu uma dissertação sobre ortografia provençal. A edição completa de suas obras inclui Lis oubreto en vers, Lis oubreto en proso, Li capelan, Li conte prouvençau e li cascareleto, Li nouvé, Lis entarrochin e Letters. Sua escrita é saudável e simples, refletindo o povo do campo da região.